# Salomé de Gélieu

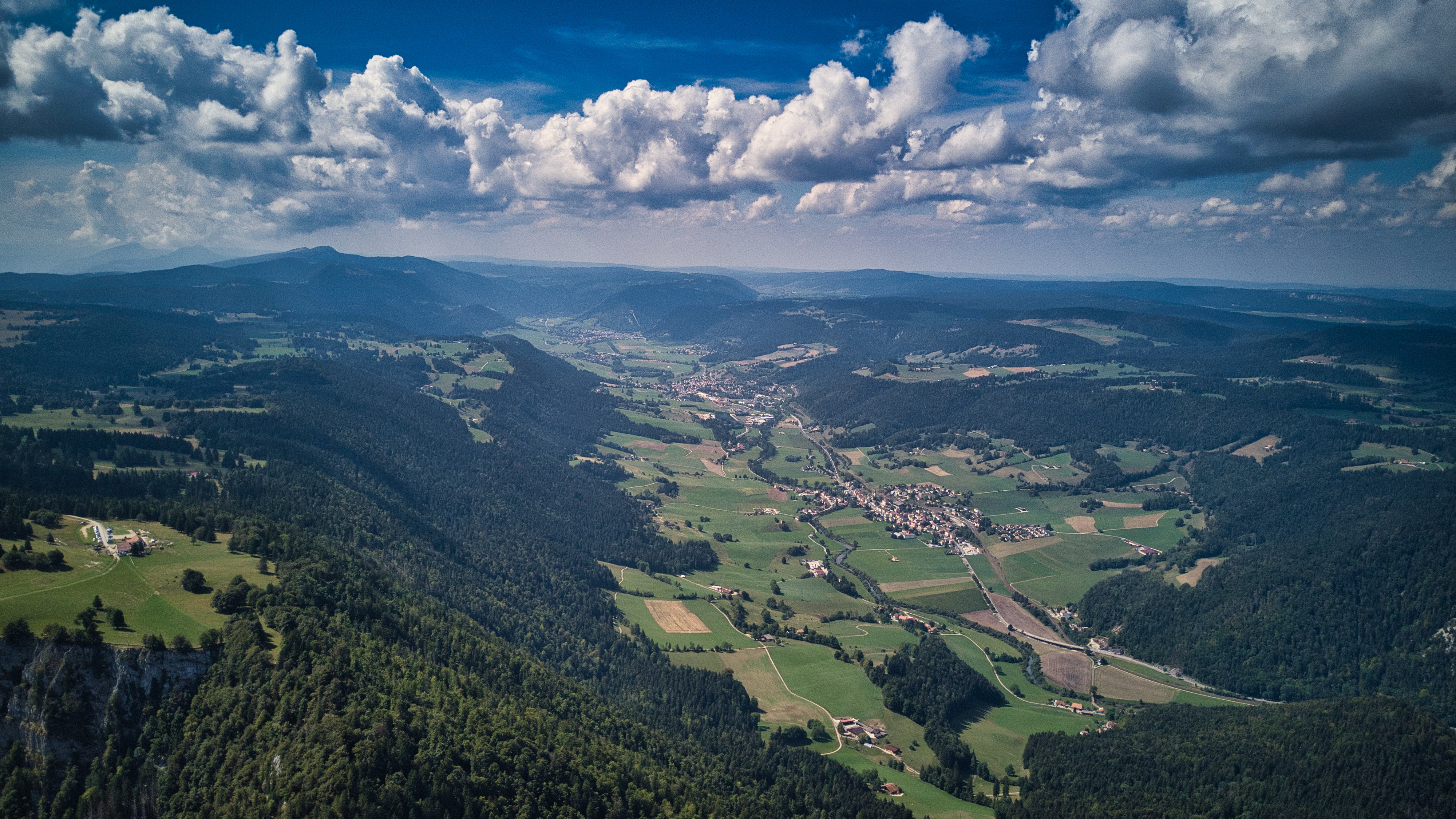
Vallei Val-de-Travers in kanton Neuchâtel

Salomé de Gélieu (Les Bayards, 17 april 1742 – aldaar, 29 maart 1820) was een pedagoge, lerares en gouvernante aan vorstenhoven in Europa. Zij was afkomstig uit het Pruisisch vorstendom Neuchâtel, een land dat vanaf 1792 onder bescherming stond van de Zwitserse Confederatie van de XIII kantons.

## Levensloop
Zij groeide op in Les Verrières, een dorp nabij Les Bayards. Beide dorpen liggen in de vallei Val-de-Travers. Haar ouders waren Jacques de Gélieu, een predikant, en Elisabeth Willy. In 1763 overleed haar vader. Gélieu opende samen met haar zussen Rose en Marie-Elisabeth een pensionaat in de hoofdstad Neuchâtel. Het was een meisjesinstituut. 
Tussen 1768 en 1777 was ze in Engeland privélerares voor de dochter van lord George Spencer 4e hertog van Marlborough. Bij haar terugkeer in Neuchâtel leidde ze opnieuw het pensionaat, ditmaal met haar zus Esther.
Van 1785 tot 1793 was ze te werk gesteld aan het hertogelijk hof van Mecklenburg-Strelitz. Ze gaf les aan de prinsessen Theresia, Frederika en Louise; het waren de jonge dochters van hertog Karel II van Mecklenburg-Strelitz en zijn eerste echtgenote Frederika Caroline Louise van Hessen-Darmstadt. Tevens was ze gouvernante van twee jongere zoontjes: George uit het eerste huwelijk en Karl (1785-1837) uit het tweede huwelijk. In deze periode bracht Gélieu een bezoek aan de textielfabriek Cromford in Ratingen (1787). De fabriek was opgericht door Johann Gottfried Brügelmann (1750-1802). Haar brieven over het bedrijfsbezoek zijn een bron van informatie voor het Industriemuseum van het Landschaftsverband Rheinland, want het was een van de eerste fabrieken op het Europese continent.
Vanaf 1793 werkte ze als privélerares aan het landgrafelijk hof in Darmstadt. Het ging om onderwijs aan de dochters van Maria Luise Albertine van Leiningen-Dagsburg-Falkenburg en generaal George Wilhelm van Hessen-Darmstadt. Nadat Frederika en Louisa verloofd waren, keerde ze naar het vorstendom Neuchâtel terug. Ze nam op haar terugreis twee prinsen uit Pruisen mee: Frederik Willem en Frederik Louis. 
Voor de rest van haar leven woonde ze in het huis van haar broer de predikant Jonas de Gélieu in Colombier. Ze bleef ongehuwd.
Met haar adellijke pupillen onderhield ze een uitgebreide correspondentie. 
Nadat Frederik Willem koning van Pruisen geworden was, bracht hij een bezoek aan haar, iets wat zijn zoon kroonprins Frederik Willem ook gedaan heeft.
Gélieu wordt soms verward met haar oudere zus en naamgenoot Susanne-Salomé de Gélieu (1737-1808); deze laatste was privélerares van Louise van Mecklenburg-Strelitz, de koningin-gemalin van Frederik Willem III van Pruisen.